# Klasse Möllberg i Smurfland
Klasse Möllberg i Smurfland är en LP-skiva med Klasse Möllberg från 1979. Skivan är utgiven på Mariann Grammofon och såldes också som kassettband och som cd. Musiken är skriven av Pierre Kartner.
Skivan gavs också ut av CBS i Finland som Smurfit med texterna översatta av Chrisse Johansson och sång av Tommi Rinne. En liknande skiva gavs även ut av Geir Børresen i Norge.

## Låtlista
1. Smurfsången
2. Den förtrollade smurfen
3. Smurfar alla smurfer
4. Hallonsaft
5. Sarsaparill
6. Håller du i mej håller jag i dej
7. En tokig smurf
8. Smurf-ba-be-ri-ba
9. Balladen om Astrosmurf
10. Smurfkvartetten
11. Det finns en smurf i oss alla
12. El Smurfo
13. Hallonsaft (instrumental)